# Джиндър Махал
Юврадж Деси (Yuvraj Dhesi), по известен под името Джиндър Махал е индийско-канадски професионален кечист. Роден е на 19 юли 1986 г. в Калгари, Албърта, Канада. Състезава се за WWE.

## Титли и постижения
- All-Star Wrestling
  - Отборен шампион на ASW (1 път) – с Гжама Сингх
- Prairie Wrestling Alliance
  - Шампион в тежка категория на PWA (2 пъти)
- Pro Wrestling Illustrated
  - PWI 500 го класира на No. 148 от топ 500 единични кечисти през 2013
- Stampede Wrestling
  - Отборен шампион на Stampede Wrestling International (2 пъти) – с Гжама Сингх
- WWE
  - Шампион на WWE (1 път)